# Келли, Грейс
Грейс Патриция Ке́лли (англ. Grace Patricia Kelly; 12 ноября 1929 года, Филадельфия, Пенсильвания, США — 14 сентября 1982 года, Монако) — американская актриса, с 1956 года — супруга князя Монако Ренье III, 10-я княгиня Монако, мать ныне правящего князя Альбера II. На её счету немногим более 10 фильмов, один «Оскар» и слава самой кассовой актрисы своего времени.

## Юные годы
Грейс Келли имела ирландские и немецкие корни, родилась в США в богатой и влиятельной семье. Она была третьим ребёнком в семье. Её отец, Джек Келли, занимался строительством, в прошлом олимпийский чемпион по академической гребле. Его брат Уолтер К. Келли был звездой водевиля, брат Джордж Келли — известный драматург, лауреат Пулитцеровской премии. У Грейс были старшая сестра Пегги, брат Джон и младшая — Лизанна. Её мать, Маргарет Майер, имела немецкие корни, в молодости была фотомоделью. Маргарет преподавала физическую культуру в Университете Пенсильвании и была первой женщиной, которая стала тренером по легкой атлетике среди женщин в этом университете. После свадьбы с Джоном Б. Келли в 1924 году Маргарет стала домохозяйкой, пока все её дети не достигли школьного возраста, после чего она начала активно участвовать в различных общественных организациях.
Семейство Келли жило в роскошном особняке в Филадельфии. С детства Грейс получила доступ в высшее общество. Однако она стремилась добиться успеха в другом увлекательном мире, отличном от того, в котором существовали её родители.
В семье Грейс не была любимицей — родители отдавали предпочтение спортсменке Пегги и младшей Лизанне, а на Джека строили особо большие планы. Грейс же была физически слабее сестёр и брата.
В религиозном колледже Рейнхилл Грейс получила строгое католическое образование. Именно там в шестилетнем возрасте она впервые вышла на сцену в роли Девы Марии в театрализованном рождественском представлении.

## Кинокарьера
Перебравшись в Нью-Йорк, Келли стала работать фотомоделью и параллельно изучала химию, а также актёрское мастерство в Американской академии драматического искусства, её сокурсниками были будущие звёзды Джон Эриксон, Джек Пэланс и Дон Риклс. Она пробовалась на множество ролей в разнообразных пьесах, но получала лишь контракты на рекламу — от сигарет и пива до шляп и пылесосов.
В 1949 году ей наконец удалось прорваться на Бродвей, и она сыграла в пьесе Стриндберга «Отец». С 1950 по 1954 год часто появлялась в разных телевизионных программах. В 1951 году её пригласили на эпизодическую роль в фильм «14 часов».
На следующий год Грейс Келли снялась у Фреда Циннемана в вестерне «Ровно в полдень» (1952), где её партнёром был Гэри Купер. В 1953 году Джон Форд предложил ей сыграть в «Могамбо», где её партнёрами стали Кларк Гейбл и Ава Гарднер. За эту работу Грейс была выдвинута на премию «Оскар» как лучшая актриса второго плана. Получила же она этот почётный приз, как и премию нью-йоркских критиков, за созданный ею образ подруги озлобившегося певца-алкоголика, которого играл Бинг Кросби, в картине «Деревенская девушка» (1954).
За Келли утвердилась слава актрисы авантюрных фильмов. Вскоре на неё обратил внимание Альфред Хичкок, у которого она снялась в трёх фильмах. Два из них — «В случае убийства набирайте „М“» (1954) и «Окно во двор» (1954) — называют в числе лучших работ режиссёра.
Американский институт киноискусства поместил её на 13-е место в списке «100 величайших звёзд кино».
Грейс хотела связать свою жизнь с модельером Олегом Кассини, но его возраст и многочисленные разводы побудили родителей Грейс настоять, чтобы она изменила своё решение. Кинокарьера Грейс длилась всего четыре года, с 1952 по 1956 год.

## Княгиня Монако
Во время съёмок третьего фильма с Альфредом Хичкоком — «Поймать вора», действие которого происходит на французской Ривьере, в кадр неожиданно попало княжество Монако. Грейс познакомилась с князем Монако Ренье III спустя год, во время Каннского кинофестиваля, при активнейшем содействии актрисы Оливии де Хэвиленд и её второго мужа, журналиста Пьера Галанта, который по дороге в поезде на юг Франции придумал оригинальную обложку для журнала «Пари матч» — а именно фотоснимок встречи князя и американской кинозвезды. Встреча завершилась прогулкой, потом — тайной ото всех перепиской. Свадьба Ренье и Грейс состояла из закрытой для публики гражданской церемонии 18 апреля 1956 года и публичной религиозной церемонии на следующий день — 19 апреля 1956 года. После свадьбы с венценосным женихом Грейс стала княгиней и оставила свою кинокарьеру.
У княжеской четы трое детей:
- Каролина Маргарита Луиза (род. 1957);
- Альбер II (род. 1958), правящий князь Монако;
- Стефания Мария Елизавета (род. 1965).

Грейс Келли имела богатую коллекцию уникальных ювелирных украшений от именитых европейских ювелирных домов Cartier и Van Cleef & Arpels, большая часть украшений создавалась специально для неё.

## Гибель
13 сентября 1982 года Келли попала в автокатастрофу. Она потеряла управление автомобилем 1980 Rover SD1 (3500V8), машина сорвалась с крутого поворота и упала на склон горы. В машине также находилась её дочь Стефания, оставшаяся в живых. Когда спасатели извлекли Грейс Келли из разбитой машины, она была ещё жива, однако находилась без сознания из-за серьёзных ранений. Келли была подключена к аппарату искусственного дыхания, но врачи решили, что её состояние несовместимо с жизнью, и, с разрешения Ренье, отключили аппараты искусственного дыхания. Она умерла на следующий день в монакской больнице, позже переименованной в 1985 году в Больничный центр княгини Грейс (англ. The Princess Grace Hospital Centre).
В заключении врачей сообщалось о «церебрально васкулярном приступе», который произошёл у Келли, когда она вела автомобиль. По версии профессора Жана Шателана, главного хирурга госпиталя Монако, где скончалась Грейс Келли, она перенесла инсульт. Первоначально утверждалось, что Стефания получила небольшие ушибы, но позже выяснилось, что произошёл серьёзный перелом шеи.
Княгиня Грейс была похоронена 18 сентября в семейном склепе Гримальди после реквиема в Соборе Святого Николая в Монако. На службе присутствовало 400 гостей, среди которых были представители иностранных правительств и члены европейских королевских домов. Диана, принцесса Уэльская представляла британский королевский дом, Кэри Грант был среди представителей от киносообщества. Около ста миллионов зрителей по всему миру смотрели её похороны. Князь Ренье так и не женился снова и после смерти был похоронен рядом с Грейс Келли в 2005 году.

## Память
Истории жизни Грейс Келли посвящено несколько фильмов, один из таких фильмов — телефильм «Главный свидетель», по-иному интерпретирующий её смерть. В 2014 году роль Келли в байопике «Принцесса Монако» исполнила обладательница «Оскара» Николь Кидман.
В 1930-x годах модный дом «Hermès» выпустил дамскую сумочку, которая впоследствии получила название Kelly (так как актриса не раз была замечена с ней), к 1950-м сумка стала очень популярна, вариации модели выпускаются и по сей день, при этом её стартовая цена — 11 тысяч долларов.
Грейс Келли посвящена песня британского исполнителя Мики «Grace Kelly» и немецкой панк-рок группы Die Ärzte «Grace Kelly».
В 2007 году Монако выпустило
памятную монету номиналом 2 евро с тиражом 20 001 шт., посвящённую 25-летию со дня смерти Грейс Келли. Данная монета имеет самый маленький тираж из всех памятных монет 2 евро и является самой дорогой (стоимость монеты на аукционах превышает 1200 евро). После её выпуска в Монако было запрещено 2 года выпускать памятные монеты номиналом в 2 евро.
В 2012 году в Йошкар-Оле на набережной реки Малая Кокшага у ЗАГСа установлен памятник супружеской чете Грейс Келли и князю Монако Ренье III.

## Фильмография
- «Ровно в полдень» (1952)
- «Могамбо» (1953)
- «В случае убийства набирайте „М“» (1954)
- «Поймать вора» (1955)

| Год  |   | Русское название                | Оригинальное название | Роль                    |
| ---- | - | ------------------------------- | --------------------- | ----------------------- |
| 1951 | ф | Четырнадцать часов              | Fourteen Hours        | миссис Луиза Энн Фуллер |
| 1952 | ф | Ровно в полдень                 | High Noon             | Эми Фаулер Кейн         |
| 1953 | ф | Могамбо                         | Mogambo               | Линда Нордли            |
| 1954 | ф | В случае убийства набирайте «М» | Dial M for Murder     | Марго Уэндис            |
| 1954 | ф | Деревенская девушка             | Country Girl          | Джорджи Элджин          |
| 1954 | ф | Зелёный огонь                   | Green Fire            | Катерина Кноуллэнд      |
| 1954 | ф | Мосты у Токо-Ри                 | Bridges at Toko-Ri    | Нэнси Брубакер          |
| 1954 | ф | Окно во двор                    | Rear Window           | Лиза Фремон             |
| 1955 | ф | Поймать вора                    | To Catch a Thief      | Фрэнсис Стивенс         |
| 1956 | ф | Лебедь                          | Swan                  | принцесса Александра    |
| 1956 | ф | Высшее общество                 | High Society          | Трейси Саманта Лорд     |

## Награды

### Победы
- «Оскар»
  - 1955 — Лучшая женская роль («Деревенская девушка»)
- «Золотой глобус»
  - 1954 — Лучшая женская роль второго плана («Могамбо»)
  - 1955 — Лучшая женская роль (драма) («Деревенская девушка»)
- Премия Нью-Йоркских кинокритиков
  - 1954 — Лучшая актриса («Деревенская девушка»)

### Номинации
- «Оскар»
  - 1954 — Лучшая женская роль второго плана («Могамбо»)
- BAFTA
  - 1955 — Лучшая женская роль («В случае убийства набирайте „М“»)
  - 1956 — Лучшая женская роль («Деревенская девушка»)